# Scrobipalpopsis
Scrobipalpopsis é um gênero de traça pertencente à família Agonoxenidae.